# Classique Paul Hunter de snooker 2010
Le Classique Paul Hunter de snooker 2010 est un tournoi de snooker de catégorie classée mineure, c'est-à-dire donnant moins de points de classement que les tournois classés majeurs. Il s'agit de la quatrième épreuve du championnat du circuit des joueurs 2010-2011. 
Elle a eu lieu du 26 au 29 août 2010 à la Stadthalle de Fürth, en Allemagne.
La finale a été remportée par Judd Trump qui s'est défait de Anthony Hamilton 4 frames à 3.

## Faits marquants
- Le tournoi est remporté par Judd Trump qui s'impose devant Anthony Hamilton en finale par 4 manches à 3, bien que le sherrif menait 3 à 1[2]. Trump a notamment sorti le champion en titre Shaun Murphy en demi-finales, lui qui visait sa troisième victoire consécutive à Fürth.
- À noter la belle performance de l'amateur gallois Daniel Wells qui a réussi à se hisser lui aussi en demi-finales.

## Dotation et points
Répartition des prix et des points de classement, :
|                        | Dotation | Points |
| ---------------------- | -------- | ------ |
| Vainqueur              | 10 000 € | 2 000  |
| Finaliste              | 5 000 €  | 1 600  |
| Demi-finalistes        | 2 500 €  | 1 280  |
| Quarts de finalistes   | 1 500 €  | 1 000  |
| Huitième de finalistes | 1 000 €  | 760    |
| 3e tour                | 600 €    | 560    |
| 2e tour                | 200 €    | 360    |
| Total                  | 50 000 € |        |

## Résultats

### Dernier matchs (à partir des quarts de finale)
,,
|  | Quarts de finale au meilleur des 7 manches | Quarts de finale au meilleur des 7 manches | Quarts de finale au meilleur des 7 manches |                  |              | Demi-finales au meilleur des 7 manches | Demi-finales au meilleur des 7 manches | Demi-finales au meilleur des 7 manches |  |  | Finale au meilleur des 7 manches | Finale au meilleur des 7 manches | Finale au meilleur des 7 manches |
|  |                                            |                                            |                                            |                  |              |                                        |                                        |                                        |  |  |                                  |                                  |                                  |
|  |                                            | Steve Davis                                | 1                                          |                  |              |                                        |                                        |                                        |  |  |                                  |                                  |                                  |
|  |                                            | Shaun Murphy                               | 4                                          |                  |              |                                        |                                        |                                        |  |  |                                  |                                  |                                  |
|  |                                            | Shaun Murphy                               | 4                                          |                  | Shaun Murphy | 2                                      |                                        |                                        |  |  |                                  |                                  |                                  |
|  |                                            |                                            |                                            |                  | Shaun Murphy | 2                                      |                                        |                                        |  |  |                                  |                                  |                                  |
|  |                                            |                                            | Judd Trump                                 | 4                |              |                                        |                                        |                                        |  |  |                                  |                                  |                                  |
|  |                                            | Jack Lisowski                              | Judd Trump                                 | 4                | 0            |                                        |                                        |                                        |  |  |                                  |                                  |                                  |
|  |                                            | Jack Lisowski                              |                                            |                  | 0            |                                        |                                        |                                        |  |  |                                  |                                  |                                  |
|  |                                            | Judd Trump                                 | 4                                          |                  |              |                                        |                                        |                                        |  |  |                                  |                                  |                                  |
|  |                                            |                                            |                                            |                  |              |                                        |                                        |                                        |  |  |                                  | Judd Trump                       | 4                                |
|  |                                            |                                            |                                            | Anthony Hamilton | 3            |                                        |                                        |                                        |  |  |                                  |                                  |                                  |
|  |                                            | Jimmy White                                | 2                                          |                  |              |                                        |                                        |                                        |  |  |                                  |                                  |                                  |
|  |                                            | Daniel Wells                               | 4                                          |                  |              |                                        |                                        |                                        |  |  |                                  |                                  |                                  |
|  |                                            | Daniel Wells                               | 4                                          |                  | Daniel Wells | 1                                      |                                        |                                        |  |  |                                  |                                  |                                  |
|  |                                            |                                            |                                            |                  | Daniel Wells | 1                                      |                                        |                                        |  |  |                                  |                                  |                                  |
|  |                                            |                                            | Anthony Hamilton                           | 4                |              |                                        |                                        |                                        |  |  |                                  |                                  |                                  |
|  |                                            | Stuart Bingham                             | Anthony Hamilton                           | 4                | 3            |                                        |                                        |                                        |  |  |                                  |                                  |                                  |
|  |                                            | Stuart Bingham                             |                                            |                  | 3            |                                        |                                        |                                        |  |  |                                  |                                  |                                  |
|  |                                            | Anthony Hamilton                           | 4                                          |                  |              |                                        |                                        |                                        |  |  |                                  |                                  |                                  |

## Finale
| Finale au meilleur des 7 manches Arbitre :        |                          |                             |
| Judd Trump Angleterre                             | 4 - 3 (3 - 1)            | Anthony Hamilton Angleterre |
| 0 97                                              | Centuries Meilleur break | 0 68                        |
| Judd Trump remporte le Classique Paul Hunter 2010 |                          |                             |

## Centuries
,
- 143  Barry Hawkins
- 136, 101  Michael White
- 134  Michael Wasley
- 133, 116  Shaun Murphy
- 128  Stuart Bingham
- 128  Neil Robertson
- 127, 103  Anthony McGill
- 122, 114, 101  Jack Lisowski
- 120, 100  Gerard Greene
- 117  Mark Davis
- 117  Jamie Cope
- 116, 104  Jamie Jones
- 113, 104  Jimmy White
- 113  Bjorn Haneveer
- 113  Mark Williams
- 112  David Morris
- 111  Mitchell Mann
- 111  Kyren Wilson
- 110, 101  Andrew Higginson
- 110  Alfie Burden
- 109, 102  Anthony Hamilton
- 109  Christopher Henry
- 108, 105  Ricky Walden
- 108  Judd Trump
- 107  Alan McManus
- 105  Dave Harold
- 104  Dominic Dale
- 100  Patrick Einsle